# Paolo Mattei Gentili
Paolo Mattei Gentili (Pennabilli, 15 ottobre 1874 – Roma, 28 novembre 1935) è stato un giornalista e politico italiano.

## Biografia
Nacque a Pennabilli, paese del Montefeltro facente parte all'epoca delle Marche, in una famiglia di possidenti. Ricevette un'educazione cattolica e, grazie alla condizione benestante della famiglia, poté seguire studi superiori.
Nell'autunno 1893 si trasferì a Roma per frequentare l'Università La Sapienza (Facoltà di giurisprudenza). Qui conobbe don Romolo Murri (1870-1944). Si inserì nel movimento democratico-cristiano, aderendo al progetto di una riconquista cattolica della società dal basso, ispirato da Papa Leone XIII. L'8 dicembre 1894 fu tra i fondatori della rivista culturale La Vita nova.
Il 22 febbraio 1896 fu eletto, su proposta di don Murri, presidente dell'«Associazione universitaria romana fra gli studenti cattolici» (la futura F.U.C.I.). Prestò la propria opera nel movimento anche dopo aver conseguito la laurea in giurisprudenza (1897). Scrisse su Il Domani d'Italia sin dalla fondazione (autunno 1900). Dal 1901 al 1904 diresse la rivista L'Ateneo letterario artistico.
Il 14 ottobre 1901 si sposò con la ventiduenne toscana (di Montalcino) Fidalma Tamanti, figlia di un possidente. La coppia fissò la propria dimora a Roma ed ebbe otto figli. Nel 1902 Mattei Gentili sottoscrisse le Istruzioni pontificie, sancendo così il suo distacco dal movimento murriano. Si avvicinò alle posizioni di Giuseppe Toniolo e Filippo Meda, fautori di un cristianesimo sociale non polemico verso l'autorità ecclesiastica. Decise di non svolgere attività politica e di dedicarsi totalmente al giornalismo. Collaboratore dei quotidiani L'Osservatore Cattolico (edito a Milano e diretto da Meda), Il Sole nel Mezzogiorno di Palermo e, dalla fine del 1903, Il Momento di Torino, Mattei si distinse come critico letterario e giornalista di costume.
Nel gennaio 1907 entrò nella redazione del Corriere d'Italia, quotidiano romano fondato l'anno precedente. Nel giugno dello stesso anno il giornale entrò a far parte della rete di quotidiani cattolici creata da Giovanni Grosoli tramite la Società Editoriale Romana (S.E.R.). Mattei Gentili salì alla guida del Corriere d'Italia nel dicembre 1907. Impresse al Corriere una linea moderata, facendolo diventare il quotidiano cattolico più venduto del Paese. Fu anche a capo della rete di quotidiani gestita dalla S.E.R. Di tale rete facevano parte L'Avvenire d'Italia di Bologna, L'Italia di Milano, Il Momento e, per un breve periodo, Il Corriere di Sicilia di Palermo. Mattei Gentili coordinò la linea politica e firmò tutte le testate, che tuttavia ebbero nelle singole sedi un responsabile specifico.
Nel 1911 i quotidiani della S.E.R. appoggiarono la guerra italo-turca. L'anno seguente la Santa Sede (Avvertenza del 2 dicembre 1912) giudicò i giornali del gruppo «non conformi alle direttive pontificie e alle norme della Lettera di Sua Santità all'Episcopato Lombardo in data 1º luglio 1911». Fu un duro colpo all'iniziativa editoriale; Paolo Mattei Gentili si dimise da tutte le cariche nella S.E.R. ritirandosi per un anno e mezzo, fino al 1914, a vita privata.
Fu richiamato alla direzione del Corriere d'Italia nel luglio 1914, alla vigilia dello scoppio della prima guerra mondiale. Convinto che il conflitto si sarebbe protratto per lungo tempo, Mattei Gentili si impegnò nel coordinare la rete dei quotidiani della S.E.R. auspicando un rafforzamento del ruolo della componente cattolica nella società italiana. Nel 1917, in seguito alla liquidazione della società editoriale, Mattei Gentili mantenne la sola guida del Corriere d'Italia.
Nel dopoguerra fece il suo ingresso in politica. Prese parte alle riunioni preliminari del 1918 ed alla "Piccola Costituente" del Partito popolare italiano (PPI). Al congresso di Bologna (giugno 1919) entrò nel Consiglio nazionale del partito. Alle elezioni politiche di novembre fu eletto deputato per il collegio di Ancona-Pesaro.
Anche da deputato conservò la direzione del Corriere d'Italia, cui impresse una virata in senso conservatore, ponendosi così in antagonismo con la maggioranza del partito, guidata da don Luigi Sturzo, centrista; peraltro, in parlamento Mattei Gentili votò in conformità con il partito attenendosi alla linea ufficiale. Fu membro della commissione d'inchiesta sulle spese di guerra e di quella che curò l'approvazione del trattato di pace di Saint-Germain-en-Laye, in seno alla quale redasse pure il disegno di legge. Nel 1921 venne rieletto nella circoscrizione delle Marche, risultando terzo nei voti di preferenza (23.456) della lista del PPI. Fu ancora membro della commissione d'inchiesta sulle spese di guerra, nonché vicepresidente della giunta per le elezioni e della commissione permanente degli Esteri e colonie.
All'interno del partito agì per mettere in minoranza don Luigi Sturzo. Dalle colonne del suo giornale si oppose allo svolgimento del IV congresso nazionale del PPI a Torino (aprile 1923), ma senza risultati. Decise allora di far valere i suoi contatti nella Curia romana: fu il latore della lettera con la quale il Segretario di Stato della Santa Sede, cardinale Pietro Gasparri, "invitava" don Sturzo alle dimissioni. Di lì a poco don Sturzo rassegnò le dimissioni, sancendo così la vittoria di Mattei Gentili (10 luglio 1923).
Pensò dunque di avere la strada spianata per la conquista del partito, ma fece un passo falso. Nello stesso mese di luglio 1923 la Camera iniziò l'esame del disegno di legge Acerbo sulla nuova legge elettorale. Il gruppo parlamentare del PPI concordò una linea astensionista. Mattei Gentili inizialmente si uniformò alla linea decisa dal gruppo poi, insieme ad altri deputati, votò il disegno di legge, rompendo così la solidarietà del partito. Il 25 luglio il Consiglio nazionale decise la sua espulsione dal PPI.
Alla successiva tornata elettorale del 1924 Mattei Gentili si presentò nel "listone" governativo-fascista nella circoscrizione elettorale delle Marche, venendo eletto deputato con 2.388 preferenze. Ai primi di luglio entrò nel governo Mussolini come sottosegretario al ministero di Grazia, Giustizia e Culto. Puntando sulla dissoluzione del PPI, privato ormai del suo fondatore don Sturzo, Mattei Gentili fu tra i promotori del Centro Nazionale Italiano, raggruppamento cattolico-nazionale fondato a Bologna, presso la redazione dell'Avvenire d'Italia, il 12 agosto 1924. Incline a suggestioni neoguelfe rivisitate in chiave nazionalistica, Mattei Gentili sostenne la consonanza di valori tra cattolicesimo e fascismo sulle questioni dello Stato e della famiglia. Nel 1925 fu presidente della Commissione parlamentare per la Riforma della legislazione ecclesiastica, che svolse i suoi lavori dal 12 febbraio al 30 dicembre.
Nel marzo 1929, all'età di 55 anni, fu colpito da emiparesi. La malattia gli impedì di mantenere la direzione del Corriere d'Italia. Il quotidiano, privato della sua guida, e giudicando l'apporto di Mattei Gentili insostituibile, cessò le pubblicazioni.
Il 1º marzo 1934 fu nominato senatore. Morì a Roma il 28 novembre 1935.

## Opere
- Verso la nuova aurora, Firenze, 1900;
- I cenci, Milano, 1901;
- Alba di secolo, aurora d'arte, Roma, 1901;
- Attraverso il prisma, Milano, 1904.